# علم الاتحاد العربي
اعتمد علم الاتحاد العربي عام 1958م، وذلك بعد اتحاد المملكتين الهاشميتين في العراق والأردن في الاتحاد العربي، على شكل اتحاد مكون من دولتين. علم الاتحاد كان نفسه علم الأردن لكن بدون نجمة سباعية في المثلث الأحمر. كان هذا العلم مشابهاً بعلم فلسطين، وتقريباً مشابه أيضاً لعلم حزب البعث. استمر الاتحاد أقل من ستة أشهر، حيث انتهى بالثورة العراقية عام 1958م في يوليو.

## الوصف
العلم مكون من ثلاثة ألوان لخطوط أفقية متساوية في الحجم (الأسود، الأخضر والأبيض من الأسفل)، مغطى بمثلث أحمر حيث يرفع العلم.